# Maes Hughes
Maes Hughes (マース・ヒューズ Māsu Hyūzu?) es un personaje del anime y manga Fullmetal Alchemist. Pertenece al ejército de Amestris, trabajando para el tribunal militar, de investigador. Tiene el rango de teniente coronel y es el superior de Alex Louis Armstrong. Está casado con Gracia y tiene una hija llamada Elysia. Demuestra ser un gran padre, muy atento a la niña. A la menor ocasión posible va mostrando fotos de ella, causando así muchas situaciones de humor a lo largo de la serie, también es muy sobreprotector con ella, tan así que en una ocasión amenazó a un grupo de niños de la edad de su hija por disputarse quien jugaba con ella. Es amigo personal de Roy Mustang desde hace años. Tras la guerra de Ishbal, acordó con él ayudarle a ascender en la escala militar para cumplir la ambición de Mustang: ocupar el puesto de Führer.
En la película de imagen real que se estrenó en 2017 fue interpretado por Ryuta Sato.

## Manga
Aparece por primera vez en el capítulo 7 junto con el Mayor Armstrong como los encargados de llevar a Shou Tucker a Central para someterlo a juicio; sin embargo, nunca llegan hacerlo ya que Scar lo mata antes de su llegada. Él y Armstrong son los que le informan y advierten a Mustang sobre Scar. En el capítulo 10, después de que la Biblioteca de Central fuese destruida por un incendio, Edward y Alphonse le consiguen una nueva secretaria Scieszka, que con su memoria fotográfica es capaz de reescribir todos los libros quemados.
Luego de que Edward fuese hospitalizado por los hechos ocurridos en el Laboratorio n.º 5, Hughes lo visita frecuentemente y termina conociendo a su amiga de la infancia, Winry, quien sería invitada al cumpleaños de su hija. Más tarde, Edward y Alphonse le contarían los eventos ocurridos en el Laboratorio n.º 5, sin saber que esto le causaría su propia muerte al comenzar a investigar todos los conflictos armados de Amestris. Es sorprendido por el homúnculo Lust en medio de sus investigaciones pero será Envy el encaragado de matarlo, al principio con la apariencia de la Teniente Segunda Ross pero la cambiaría a la de Gracia para que se vea incapaz de atacarlo. Como soldado muerto en acto de servicio, es ascendido dos grados a manera póstuma, alcanzando en rango de General de Brigada, y superando a Mustang, que por entonces es Coronel.
En el capítulo 59 se revela que participó en la Guerra de Ishbal junto con Mustang, Hawkeye, Armstrong y Kimbley. También se revela que Hughes y Roy se conocieron en la academia militar. En el capítulo 61, después de que la guerra termina, Hughes decide apoyar a Mustang en su decisión de convertirse en Fuhrer.
En el capítulo 67 sale a luz, finalmente, lo que había descubierto Hughes al investigar todos los conflictos armados de Amestris: un gigantesco círculo de transmutación que rodea todo el país.
En el capítulo 94, su memoria es vengada por Roy Mustang, ya que este casi acaba con su asesino, Envy

## Fullmetal Alchemist (2003)
Maes Hughes ostenta el rango de Mayor al iniciarse la serie, en 1911. Su primer encuentro con los hermanos Elric sucede cuando estos van a Central, durante el secuestro del tren en el que van, aunque Roy Mustang ya le había hablado de ellos. Ayuda a los hermanos a liberar a los rehenes. Por esa fecha, su mujer, Gracia está embarazada de cinco meses.
Pronto se muestra como buen amigo y guía para los jóvenes alquimistas. Mientras los Elric están preparando el examen de Alquimista Estatal en casa de Shou Tucker, lleva a Edward a su propia casa para celebrarle una fiesta de cumpleaños. Esa misma noche nacerá su hija, Elysia.
Hughes lleva la investigación sobre el asesino en serie de mujeres “Barry el Descuartizador”, cuando aparece la primera víctima de Scar: la quimera que Tucker creó con su hija Nina. Edward desea conocer más sobre el asesino en serie con tal de capturarlo y le pide a Hughes información sobre este. Después, el excéntrico militar junto a Alphonse, logran llegar a la carnicería de Barry, en donde Winry y Edward habían sido secuestrados, y logran capturarle 
Se reencuentra con los hermanos Elric tres años después, en 1914, cuando los jefes militares se trasladan al este huyendo de Scar. En ese momento, ya había ascendido a teniente coronel. Estaba al tanto de la búsqueda de la Piedra Filosofal por parte de los Elric, lo mismo que Mustang. Entre sus subordinados está el Mayor Armstrong, que aparece entonces por primera vez. Hughes está al tanto de la investigación sobre Scar, y le dice a Ed que parece ser que el mismo método que este usa para matar fue el usado con Nina, lo cual le da a Edward un motivo para luchar contra el ishbalano.
Tras el incendio en la Biblioteca Nacional de Central, Hughes encuentra, gracias a Edward, a la que sería su nueva secretaria: Scieszka, que le reescribe con su memoria fotográfica todos los documentos quemados que necesita. La antigua bibliotecaria trabajará sin parar para el enérgico Hughes.
Tras hablar con el Fuhrer, este le da autorización para que investigue cuanto quiera que encuentre sospechoso respecto a la Piedra Filosofal y los acontecimientos oscuros en torno a ella. Él le dice que podrá hablar con el doctor Marcoh, que mantiene vigilado.
Investigando los distintos incidentes en que se han visto involucrados los Elric, como el de Xenotime y el del Laboratorio n.º 5, o la antigua Guerra de Ishbal, llega a la conclusión de que hay alguien ajeno infiltrado entre los militares: la secretaria del Fuhrer, Juliet Douglas. Cuando ésta se ofrece a llevarle donde está Marcoh, éste le revela que sabe la verdad sobre ella. Lust le ataca entonces, y él huye para llamar a Roy y contarle lo que había averiguado, tras acertar con una de sus dagas en la frente de ella. Sin embargo, Envy, camuflado primero como Maria Ross (cuyo engaño descubre y a quien asesina, aunque a continuación resucita) y luego como su esposa, Gracia, le mata, al ser Hughes incapaz de hacer daño a la imagen de su mujer.
Cabe mencionar que Hughes es bastante diestro en la batalla: de no haber sido los homúnculos sus atacantes, él habría vencido puesto que hiere mortalmente a los dos.
Como soldado muerto en acto de servicio, es ascendido dos grados a manera póstuma, alcanzando en rango de General de Brigada, y superando a Mustang, que entonces es Coronel.

## Curiosidades
- Hughes es un bromista consumado, y un gran actor, que mantiene a Mustang en la ignorancia por su propio bien en ciertos aspectos.

- Pretende hacer creer a Scieska que las fotos de su hija quitan incluso el cansancio ( y esa es su paga).

- En la película que continúa la serie, Conquistador de Shamballa, aparece su reflejo en este mundo: un policía alemán afiliado al NSDAP y que participa en el Putsch de Hitler. En este mundo siente algo por la mujer que es el reflejo de Gracia, y sólo al final de la película parece atreverse a decírselo. Ambos tienen el mismo nombre en este universo que en el de la alquimia.

- También en la OVA Kodomo-hen aparece otro hombre con la apariencia de Hughes.